# Coppa di Francia (pallanuoto maschile)
La Coupe de France (italiano: Coppa di Francia) è la coppa nazionale francese di pallanuoto maschile. Viene assegnata annualmente dalla Fédération Française de Natation (FFN).
La prima edizione del trofeo risale al 1988. Fino al 2008 si è disputato in primavera alla fine del campionato, in seguito si è disputato nel mese di settembre. Il club più titolato è il Marsiglia, vincitore di 15 coppe.
Vi prendono parte le squadre del campionato Élite e quelle di N1. Il trofeo si assegna tramite un torneo ad eliminazione diretta che si svolge in un unico week end in casa del club detentore a cui le squadre di Élite sono direttamente qualificate, mentre quelle di N1 affrontano una fase eliminatoria.

## Albo d'oro
- 1988:  Tourcoing
- 1989:  Racing Parigi
- 1990:  Cacel Nice
- 1991:  Marsiglia
- 1992:  Cacel Nice
- 1993:  Cacel Nice
- 1994:  Cacel Nice
- 1995:  Cacel Nice
- 1996:  Marsiglia
- 1997:  Marsiglia
- 1998:  Marsiglia
- 1999:  Marsiglia
- 2000:  Olympic Nice
- 2001:  Olympic Nice
- 2002:  Olympic Nice
- 2003:  Olympic Nice

- 2004-2006: non disputata
- 2006-2007:  Marsiglia
- 2008 (giugno):  Montpellier
- 2008 (settembre):  Montpellier
- 2008-2009:  Marsiglia
- 2009-2010:  Marsiglia
- 2010-2011:  Marsiglia
- 2011-2012:  Marsiglia
- 2012-2013:  Marsiglia
- 2014-2021: non disputata
- 2021-2022:  Marsiglia
- 2022-2023:  Marsiglia
- 2023-2024:  Marsiglia
- 2024-2025:  Marsiglia

### Vittorie
| Pos. | Squadra            | Vittorie |
| ---- | ------------------ | -------- |
| 1    | Marsiglia          | 15       |
| 2    | Olympic Nice/Cacel | 9        |
| 3    | Montpellier        | 2        |
| 4    | Tourcoing          | 1        |
| 4    | Racing Parigi      | 1        |